# Юкаку

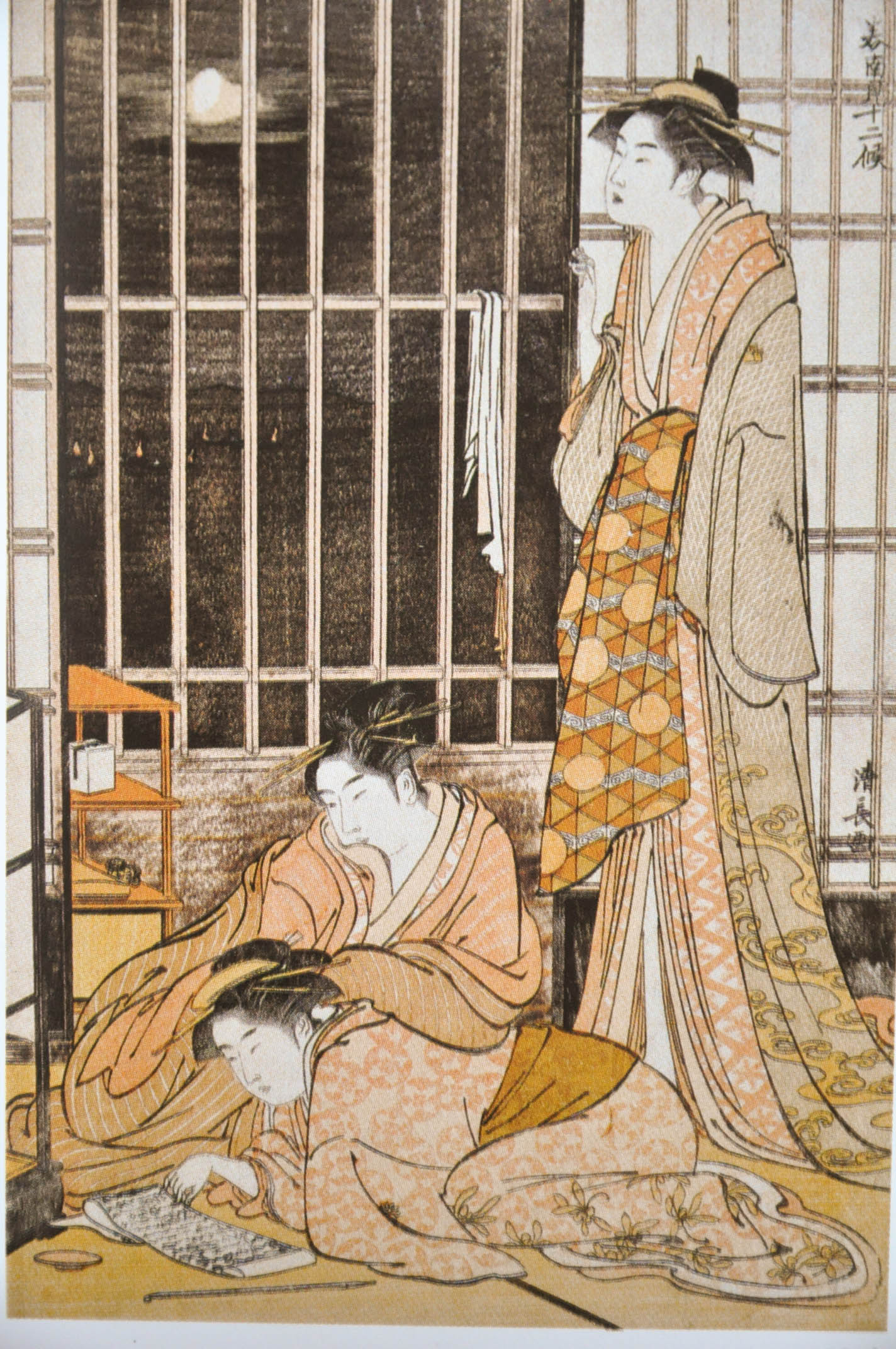
Проститутки. Гравюра Киёнаги Тории

Юкаку (яп. 遊廓 ю:каку, «двор развлечений», «квартал развлечений») — загородный квартал в Японии XVII — первой половины XX века, в котором работали разрешённые властью публичные дома. Другое название: курува (яп. 廓 «двор»). Название происходило от внешнего вида квартала: он был окружен рвом и походил на замковый двор. Бо́льшая часть таких кварталов была изолирована от городской жизни с целью профилактики преступлений, распущенности и неконтролируемой частной проституции.

## Краткие сведения
Первые небольшие кварталы юкаку появились в Японии во второй половине XVI века. Они возникали стихийно в результате расширения и обогащения городов. Объединитель Японии Тоётоми Хидэёси положил начало санкционированным властью кварталам публичных домов в Киото и Осаке, запретив стихийную проституцию. Его курс продолжили сёгуны Токугава, создавшие в стране около 20 законных кварталов и определившие правила их застройки и использования.
К основным кварталам публичных домов XVII—XIX веков относятся: Ёсивара в Эдо, Мироку в Сумпу, Аюквава на острове Садо, Сибай в Оцу, Роккэн в Цуруге, Симабара в Киото, Сюмоку в Фусими, Кицудзи в Наре, Симмати в Осаке, Исоно в Хёго, Инари в Симоносеки, Янаги в Хакате, Маруяма в Нагасаки и другие. До запрета сёгунатом частной проституции большинство кварталов юкаку находились в центральных городских районах у святынь или на перекрёстке важных торгово-транспортных путей. К примеру, популярный в периоде Эдо квартал Фуруити (яп. 古市) вырос у храма Исэ. Паломники, потратившие две недели на то, чтобы добраться из столицы к храму, после поклонения шли в юкаку.
В XVIII—XIX веках, с распространением гедонистических настроений в городах и постоялых дворах, где отсутствовали кварталы публичных домов, возник большой спрос на услуги частных куртизанок. Поэтому сёгунат и региональная власть в ханах были вынуждены разрешить существование полуофициальной проституции. В городах возникли так называемые «чайные кварталы» (яп. 茶屋町 тяя мати), аналоги юкаку, а в постоялых дворах — команды «официанток» (яп. 飯盛女 мэсимори-онна), которые за невысокую цену «снимали усталость» путешественников. В результате такой уступки правительства в трёх крупнейших японских городах — Эдо, Киото и Осаке — стихийно сформировались новые кварталы: Фукагава, Гион и Симаноути. Сёгунат не лицензировал их, но ликвидировать не смог из-за популярности. Неспособность властей контролировать частную проституцию проявилась и в середине XIX века, когда после краха курса сакоку возникли стихийные кварталы публичных домов для иностранцев в Иокогаме и Хакодатэ.

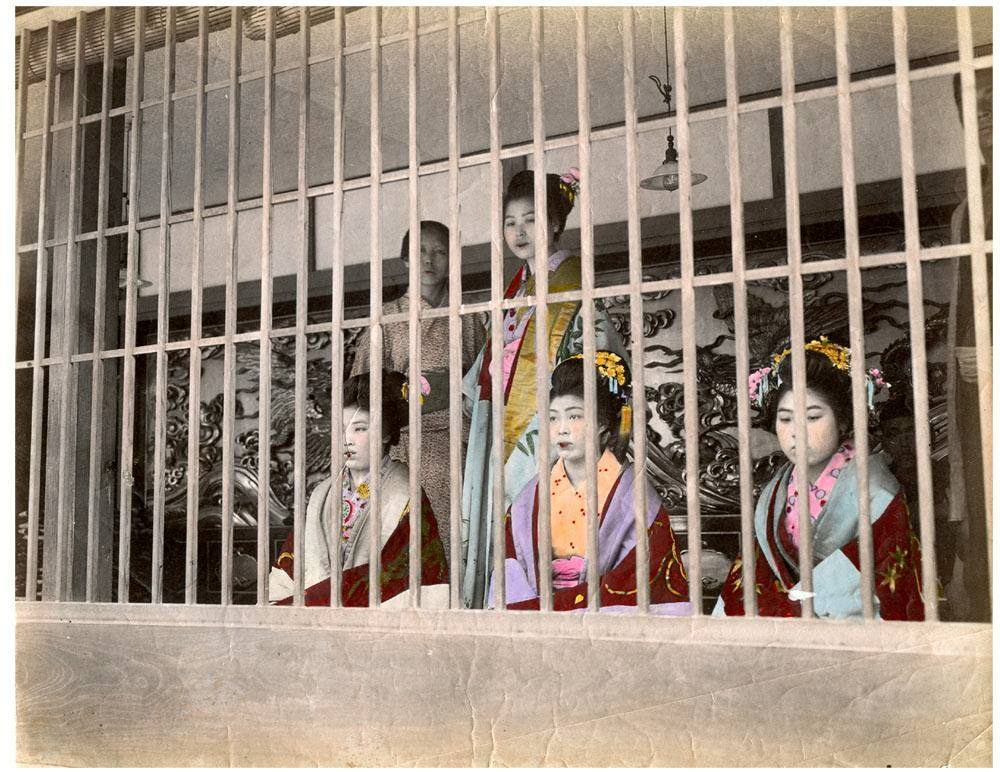
Куртизанки из Ёсивары за харимисэ (1869)
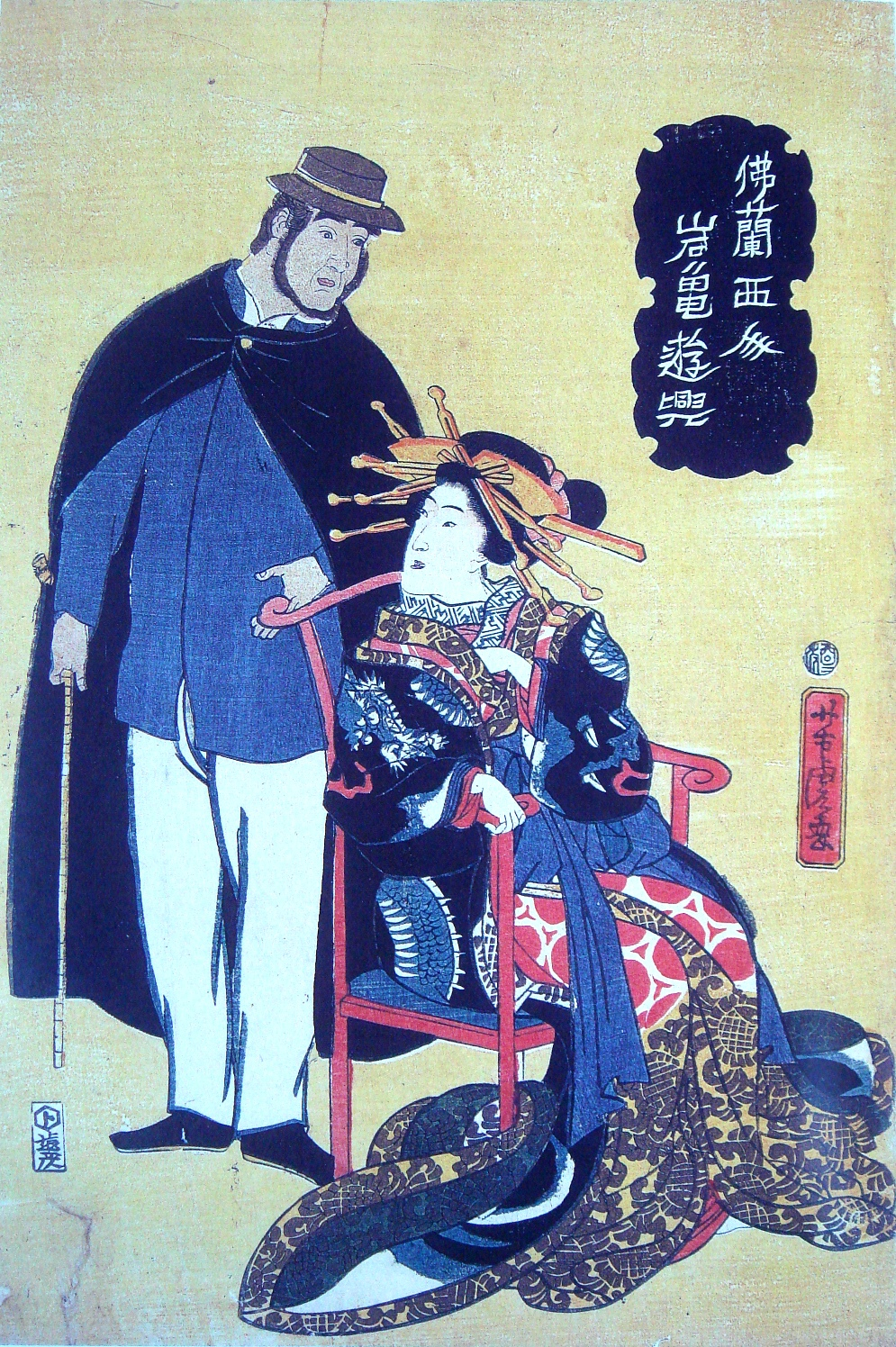
Ойран с французом (1861)
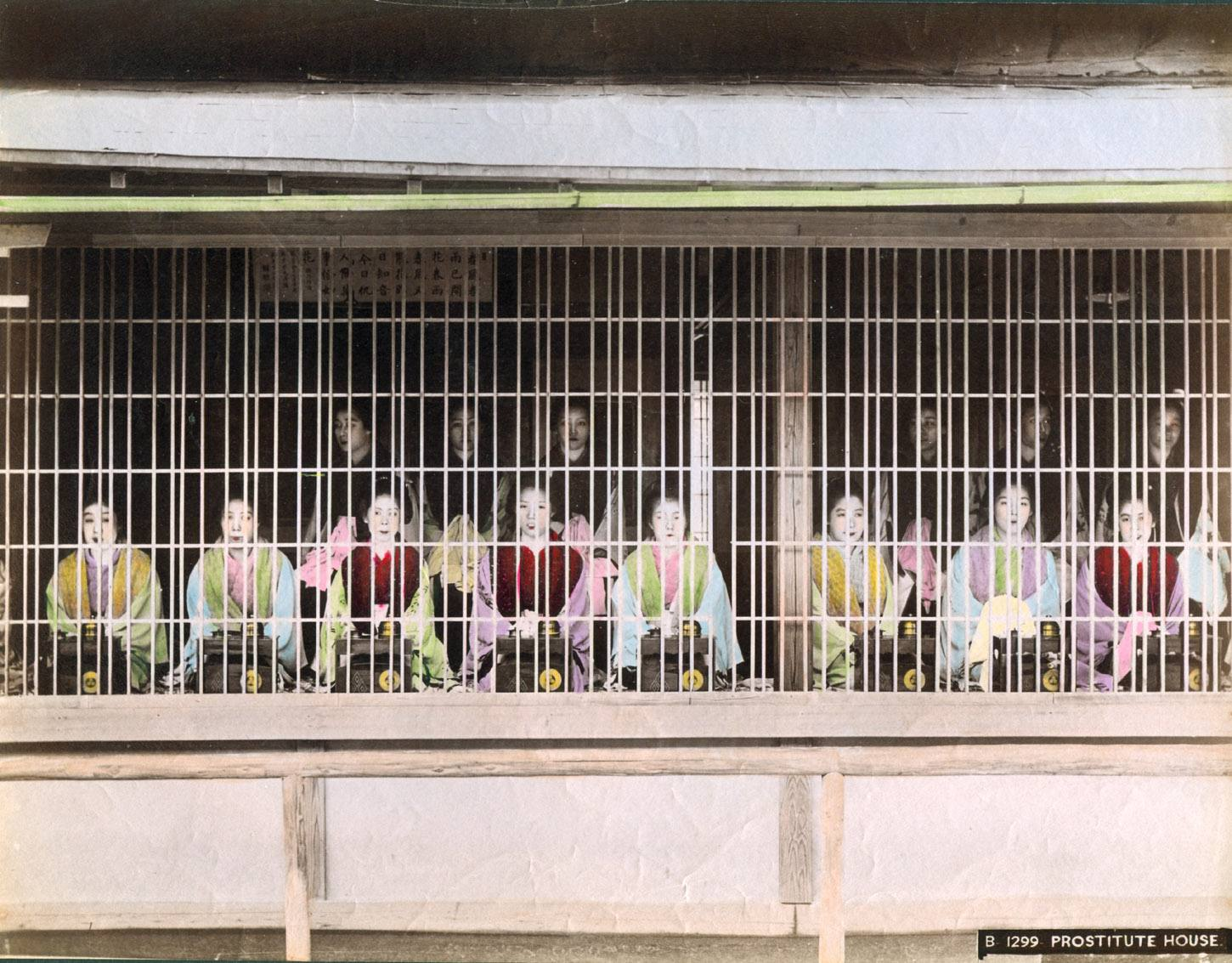
Куртизанки из Ёсивары (1869)

После реставрации Мэйдзи в 1869 году Япония начала вестернизацию. В 1872 году правительство страны приняло закон, по которому строго запрещалась проституция в любых формах. Однако публичные дома остались, сменив свои названия из «домов терпимости» на «дома одалживания». Их взяло под свой контроль Министерство внутренних дел Японии и полиция. В 1900 году был принят закон, окончательно разделивший «кварталы красных фонарей» и места найма гейш. В результате правительство добилось ликвидации частной проституции, путём установления новых легализованных кварталов публичных домов и жёсткой системы надзора за ними. По данным на 1929 год в стране существовало 546 подобных кварталов, в которых работало 49 377 куртизанок и проституток. Отличительной чертой этих кварталов нового времени от «дворов развлечений» XVII—XIX веков было то, что они потеряли свою роль культурно-развлекательных центров, превратившись в простые ведомства по предоставлению сексуальных услуг. После Второй мировой войны и оккупации Японии легальная проституция была запрещена, однако в городах подпольно продолжали действовать особые кварталы «красных фонарей».
В апреле 1958 года Парламент Японии принял закон, который окончательно запретил проституцию в стране и ликвидировал кварталы публичных домов.